# Solatopupa guidoni
Solatopupa guidoni is een slakkensoort uit de familie van de Chondrinidae. De wetenschappelijke naam van de soort is voor het eerst geldig gepubliceerd in 1904 door Caziot.